# Кухче
Кухче́ — село в Україні, у Локницькій сільській громаді Вараського району Рівненської області. Населення станом на 1 січня 2007 року становить 800 осіб.

## Географія
Селом протікає річка Залізницька, яка впадає у річку Веселуху.

## Історія
Перша згадка про село датована 1561 роком, тоді там було лише одне дворище. Село Кухче вперше згадується в «Книге ревизии пущ и переходов звериных» (архів міста Пінськ Республіки Білорусь). Запис датовано 1 травня 1495 року. З давніх-давен жителі села були землеробами, скотарями, бо саме землеробство і скотарство були головними чинниками матеріального виробництва. З діда-прадіда передавались наступним поколінням секрети вирощування жита, ячменю, вівса, проса, картоплі, конопель, льону. Впродовж п'яти століть (від середини 15-го до середини 20-го селяни власноруч із застосуванням тяглової сили волів і коней обробляли панську, попівську, надільну (орендовану громадою) та власну землю. Окремі господарі, які жили на хуторах, займалися бджільництвом та садівництвом.
Станом на 1885 рік — колишнє державне село при річці Веселуха, 432 особи, 32 двори, православна церква, каплиця. Село відносилося до Кухоцковольської волості Пінського повіту Мінської Губернії.
Під час Першої світової війни село було спалене, вціліла лише одна хата.
У міжвоєнний період у селі працювала бібліотека, яка в 1937 році мала 70 книг. Книги належали організації «Polska Macierz Szkolna» («Польська шкільна матиця»).
У роки Німецько-радянської війни 90 жителів воювали в партизанських загонах та лавах Червоної Армії. 25 чоловік відзначені урядовими нагородами. 55 жителів села загинули на фронтах та в партизанській боротьбі. На їх честь встановлено обеліск.

## Населення
Згідно з переписом УРСР 1989 року чисельність наявного населення села становила 856 осіб, з яких 427 чоловіків та 429 жінок.
За переписом населення України 2001 року в селі мешкало 818 осіб.

### Мова
Розподіл населення за рідною мовою за даними перепису 2001 року:
| Мова       | Відсоток |
| ---------- | -------- |
| українська | 99,88 %  |
| російська  | 0,12 %   |

## Органи влади
Кухченська сільська рада

## Заклади культури
Клуб, бібліотека

## Освіта, медицина
Кухченська загальноосвітня школа І—ІІІ ступенів, дитячий садочок, фельдшерсько-акушерський пункт, відділення зв'язку.

## Храми
Головним храмом віри і духовності є Святогеоргієвська церква, що належить Кухченській общині Української православної церкви Московського патріархату. Розташована церква у центрі села. Її будівництво розпочалось 6 квітня 1990 року за рахунок коштів громади та коштом колгоспу «Радянське Полісся»
(головою був Микола Павлович Краснюк). Освячено храм 13 жовтня 1993 року владикою Іринеєм. Першим священиком був отець Андрій, нині в храмі служить отець Іоан. Церква мурована з цегли має два куполи, дзвіницю. Від старої церкви (яку було зруйновано 1965 року) в нинішній відбудованій збережено мало не найдорожчу для віруючих річ — Святу Євангелію.

## Відомі люди
Уродженець села Анатолій Порфирійович Харківець посмертно удостоєний звання Героя Радянського Союзу.